# Ponticola cephalargoides
Ponticola cephalargoides är en fiskart som först beskrevs av Pinchuk, 1976.  Ponticola cephalargoides ingår i släktet Ponticola och familjen smörbultsfiskar. Inga underarter finns listade i Catalogue of Life.